# Ziegler Film
Die Ziegler Film GmbH & Co. KG (bis 2000: Regina Ziegler Filmproduktion) ist eine im Jahr 1973 von Regina Ziegler gegründete deutsche Filmproduktionsfirma mit Hauptsitz in Berlin-Charlottenburg. Weitere Standorte befinden sich in Köln („Zieglerfilm Köln GmbH“), München und Baden-Baden. Die Firma ist für die Produktion von über 500 Spielfilmen und Fernsehserien sowie Fernsehreihen verantwortlich.
Die erste Filmproduktion Ich dachte, ich wäre tot (Regie: Wolf Gremm) des Bayerischen Rundfunks und der Ziegler Film erhielt 1973 den Bundesfilmpreis. 2000 wurde die Filmproduktionsfirma von Regina Ziegler Filmproduktion in Ziegler Film GmbH & Co KG umbenannt, es kam eine Dokumentarfilmabteilung hinzu und ihre Tochter aus erster Ehe, Tanja Ziegler (* 1966), stieg im Februar jenes Jahres in das Produktionsunternehmen ein und besitzt seit 2006 die Mehrheit der Firmenanteile. 